# (2907) Nekrasov
(2907) Nekrasov (1975 TT2) – planetoida z pasa głównego asteroid okrążająca Słońce w ciągu 5,24 lat w średniej odległości 3,02 j.a. Odkryta 3 października 1975 roku.